# Hesperentomon pectigastrulum
Hesperentomon pectigastrulum är en urinsektsart som beskrevs av Yin 1984. Hesperentomon pectigastrulum ingår i släktet Hesperentomon och familjen Hesperentomidae. Inga underarter finns listade i Catalogue of Life.